# Lámbia (Élide)
Lámbia, en grec moderne : Λάμπεια, est un village et une ancienne municipalité du dème d'Archéa Olympía, district régional d’Élide, en Grèce-Occidentale.
Selon le recensement de 2011, la population de la municipalité compte 1 000 habitants tandis que celle du village s'élève à 468 habitants.